# Redoute de Dymchurch

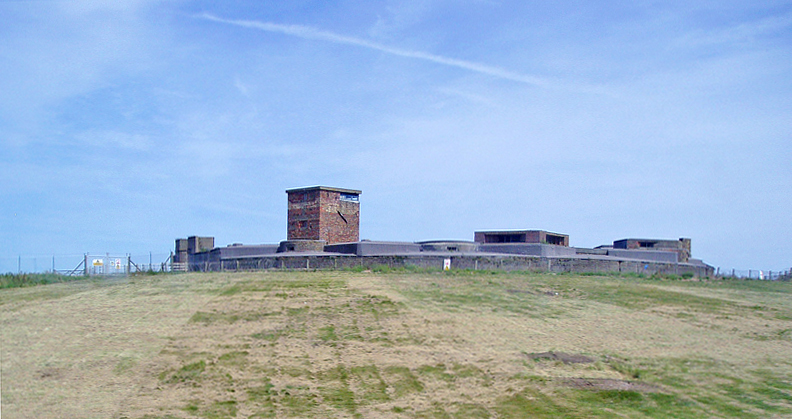
La redoute Dymchurch

La grande redoute de Dymchurch (en anglais : Dymchurch Redoubt) est une fortification sur la côte du Kent en Angleterre, construite pendant les guerres napoléoniennes dans le cadre d'un vaste programme de défense pour protéger le pays contre une invasion française.

## Description
La redoute de Dymchurch est de forme circulaire et construit en briques avec des parements de granite et de grès. Elle mesure jusqu'à 68 mètres de diamètre et se trouve à 12 mètres au-dessus du niveau de ses douves sèches de 9 mètres de large. Par rapport à la très similaire redoute d'Eastbourne, il manque les caponnières ou galeries de tir. Au-delà du fossé, un glacis protège la maçonnerie des tirs d'artillerie. Construite sur deux étages, l'étage supérieur avait des emplacements ouverts pour dix canons de 24 livres sur des plates-formes traversantes en bois. L'étage inférieur est constitué de 24 casernes et casemates de stockage, qui donnent sur un terrain de parade circulaire. Elle a été conçue pour accueillir 350 hommes et officiers. L'entrée se faisait à l'origine via par une passerelle en bois soutenue par des pilotis, qui pourrait être détruite en cas d'urgence.

## Historique
La conception et le but de la redoute ont été finalisés lors d'une conférence à Rochester en 1804. Elle a été construite entre 1804 et 1812, pour soutenir une chaîne de 21 tours Martello qui s'étendait entre Hythe, dans le Kent et Rye dans le Sussex, et être un dépôt d'approvisionnement pour eux. Elle protégeait plus particulièrement les écluses qui ont été la pièce maitresse du drainage de Romney Marsh. Au moment où sa construction a été achevée, la menace d'invasion avait disparu. Au cours de la Première Guerre mondiale, elle a été utilisée pour le logement des troupes, bien qu'il y ait eu une question au Parlement sur son humidité. Dans la Seconde Guerre mondiale, la côte sud-est de nouveau sous la menace d'une invasion, et deux canons de 6 pouces à chargement par la culasse ont été installés dans des casemates construites à la place des emplacements des canons d'origine.
Un poste d'observation proéminent pour la batterie a été construit et des casemates ont été installées sur le parapet pour repousser une attaque d'infanterie. Elle a été pleinement opérationnelle en 1942 comme batterie du littoral de secours. Après la guerre, le poste d'observation a été utilisé par les garde-côtes et un radar a été installé pour surveiller la navigation dans Manche. L'armée a construit une reproduction d'une rue de bâtiments à l'intérieur, pour la formation au combat urbain. La redoute est maintenant désaffectée, sauf un dépôt qui reste la propriété du ministère de la Défense. C'est un des monuments classés, et répertoriés comme un bâtiment en péril par l'English Heritage, même si un plan de restauration a été approuvé.

## Localisation
La redoute de Dymchurch est située du côté sud (côté du large) de la route principale A259 (en) à peu près à mi-chemin entre le village de Dymchurch et la ville de Hythe. Elle n'est pas ouverte au public, mais marcher le long de la digue permet d'approcher très près du côté sud. En outre, l'accès peut être limité quand le champ de tir de Hythe est utilisé.